# Иранские языки
Ира́нские языки́ — группа языков, восходящих к реконструируемому древнеиранскому языку, входящая в арийскую ветвь индоевропейской семьи. Иранские языки распространены на Ближнем Востоке, в Средней Азии, в Пакистане, в Северной Америке, странах Европы и на Кавказе среди иранских народов, численность которых в настоящее время оценивается приблизительно в 200 миллионов человек. Справочник Ethnologue насчитывает в общей сложности 87 иранских языков. На самом деле точное их количество не может быть подсчитано ввиду неопределённости статуса язык/диалект многих идиомов. Наибольшим числом носителей обладают персидский язык (около 90 млн, включая таджикский и дари), пашто (около 60 млн), курдский язык (42,6 млн) и белуджский язык (10 млн). Большинство «малых» иранских языков насчитывают по нескольку тысяч носителей.

## Терминология

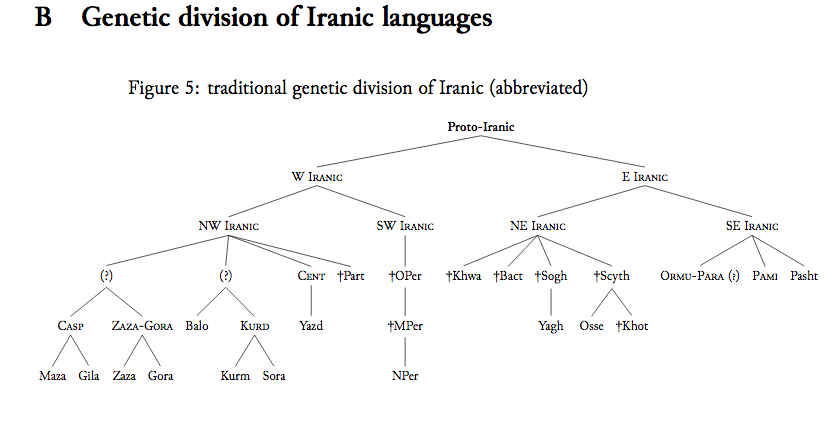
Генетическое деление иранских языков

Термин «иранские языки» возник в западной науке в сер. XIX в. для обозначения группы языков, генетически связанных с Ираном как с этнокультурным регионом и родственных, близко или весьма отдалённо, господствующему на протяжении последнего тысячелетия языку Ирана — персидскому.
В обывательском сознании до сих пор нередка путаница «персидского» и «иранского». Следует помнить, что под «иранским языком» понимают не господствующий язык Ирана (персидский), а один из многочисленных языков иранской группы (к которым в том числе относится и персидский). Кроме того, не следует думать, что каждый иранский язык должен быть ощутимо похож на персидский. В силу весьма ранней дифференциации группы для большинства иранских языков родство с персидским (или каким-либо другим иранским) может быть показано только средствами сравнительно-исторического языкознания и на поверхностный взгляд не очевидно.

## Происхождение
Иранские языки являются потомками незафиксированного документально древнеиранского (протоиранского) языка, существовавшего в пределах II тыс. до н. э., выделившегося в свою очередь из праарийского (общеарийского), общего предка с индоарийскими ориентировочно в конце III — начале II тыс. до н. э. на территории Средней Азии. Предположительно протоиранцы населяли ареал культур бронзового века на юге Средней Азии: позднего БМАКа и Яза.
Дифференциация древнеиранского из общеарийского характеризуется прежде всего изменениями на фонетическом уровне, основными из которых являются:
- утрата аспирации звонких придыхательных: *bh > *b, *dh > *d, *gh > *g, *ǰh > ǰ.
- фрикативизация глухих придыхательных: *ph > *f, *th > *ϑ, *kh > *x
- отражение арийских сатэмных рефлексов индоевропейских палатальных *ć > *ś, *j́ > *ź, *j́h > *ź; рефлексы древнеиранских *ś и *ź демонстрируют разное развитие по языкам, что отражает древнейшее диалектное деление древнеиранского ареала (см. ниже).
- развитие придыхания из сибилянта в «свободном» положении (не перед *p, *t, *k и *n): *s > *h[6]
- не всегда последовательная и различная по ареалам тенденция к фрикативизации смычных перед сонантами и другими смычными (самые последовательные *pr > *fr, *kt, *gt > *xt)
- диссимиляция геминат: *tt > *st, *dt > *zd

## История и классификация
Зафиксированная история иранских языков насчитывает около трёх тысячелетий. Традиционно иранские языки хронологически разделяют на три периода: древний, средний и новый. Чёткие критерии существуют только для древних иранских языков: это языки «древнего типа», в значительной степени сохраняющие арийский и глубже — индоевропейский флективный синтетический строй. Среднеиранские языки демонстрируют в разной степени разрушение флективности и движение в сторону аналитизма и агглютинации. Новоиранскими языками называют живые иранские языки, а также языки, вымершие в недавнее время.
Относительно чёткая преемственность на всех трёх стадиях демонстрирует только цепочка древнеперсидский — среднеперсидский — новоперсидский (фарси). Многие вымершие языки не имеют потомков, а у большинства новоиранских языков нет зафиксированных в письменных источниках предков. Всё это сильно затрудняет изучение истории иранских языков и их генетических связей, а следовательно, и их классификацию. Последняя традиционно строится на дихотомии западноиранской и восточноиранской подгрупп, каждая из которых разделяется в свою очередь на северную и южную зону.

### Древнеиранские языки
В древнеиранскую эпоху, определяемую приблизительно как период до IV—III в. до н. э. (на основании персидских данных), носители древнеиранского языка расселяются на огромных территориях от Загроса на юго-западе до западного Китая и, вероятно Алтая на северо-востоке, и от Северного Причерноморья на северо-западе до Гиндукуша на юго-востоке. Эта экспансия вызвала распад древнеиранского единства и положила начало формированию отдельных иранских языков.
Мы располагаем двумя надёжно зафиксированными древнеиранскими языками:
- древнеперсидский язык — язык монументальных надписей Ахеменидских царей, датируемых VI—IV вв. до н. э., предок юго-западной подгруппы;
- авестийский язык — язык Авесты, священной книги зороастрийцев, демонстрирующий бо́льшую архаичность, чем первый, но в силу устного характера передачи текстов не датируемый с такой же точностью; ориентировочно язык Авесты в наиболее архаичной её части может быть датирован нач. I тыс. до н. э.[7]

Существуют также данные о двух других древнеиранских языках, дошедшие до нас в иноязычной передаче имён и древних заимствованиях в неиранские языки:
- мидийский язык — частично реконструируемый язык Мидии, предполагаемый предок северо-западных языков или западной их части.
- скифский язык — демонстрирующий «восточноиранские черты» язык скифов, продвинувшихся в VIII в. до н. э. через среднеазиатские степи на Кавказ и в Северное Причерноморье, известен преимущественно в ономастике по греческим и аккадским источникам.

На основании данных иранских языков, зафиксированных позднее, следует предполагать существование иных древнеиранских языков/диалектных ареалов, восстанавливаемых методами сравнительно-исторического языкознания. В древнюю эпоху иранские языки были ещё весьма близки друг другу и представляли собой взаимопонимаемые диалекты. Изоглоссы, разделившие группу на западные и восточные языки, только формировались. В частности, не до конца ясна позиция авестийского языка. Традиционно он трактуется как восточный, прежде всего на основании описываемого в Авесте ареала (восток Ирана, Афганистан, юг Средней Азии), хотя демонстрирует довольно мало дифференцирующих признаков, характерных для позднейших восточноиранских языков. Поэтому некоторыми исследователями он определяется как «центральный».
«Центральный ареал» в противопоставление маргинальным (периферийным) может быть прослежен на основании ряда признаков. Это проявляется прежде всего в том, что смежные с предполагаемым исконным авестийским ареалом западные и восточные языки демонстрируют единство в фонетическом развитии, противопоставленное «отклонениями» на периферии западной и восточной подгрупп. В частности, по развитию рефлексов *ś и *ź выделяются следующие зоны:
1. Центральная (*ś > s, *ź > z, *śuV > spV, *źuV > zbV, где V — гласная): авестийский, северо-западные, северо-восточные и большинство юго-восточных
2. Юго-западная / персидская (*ś > ϑ, *ź > δ (> d), *śuV > sV, *źuV > zV)
3. Скифская (также *ś > ϑ, *ź > δ) — очевидно, параллельное персидскому независимое развитие.
4. Сакская (*ś > s, *ź > z, но *śuV > šV, *źuV > žV): сакские и ваханский (см. ниже).
По сути «периферийны» также некоторые другие фонетические признаки, на которых традиционно выстраивается дихотомия Запад-Восток. Например, характерное восточноиранское развитие *č > с (ч > ц) не охватило помимо авестийского также согдийский ареал.
Собственно восточноиранскими признаками является инновационное развитие смычных:
- начальные *b- > β- (v-), *d- > δ-, *g- > γ- (в авестийском нет)
- в сочетаниях: *pt > βd, *xt > γd (в авестийском только в архаичном диалекте Гат)

Другие дифференцирующие признаки западной и восточной подгрупп в фонетике (например, *h > зап. h, вост. ø (ноль), *ϑ > зап. h, вост. ϑ, t, s) развились заведомо позже древней эпохи и так же носят статистический характер, не охватывают все языки своих ареалов и сильно разнятся по позициям. Аналогично специфические «западные» или «восточные» морфемы и лексемы часто не ограничиваются своим ареалом и могут встречаться и в языке другой подгруппы.

### Среднеиранские языки
Среднеиранская эпоха определяется в диапазоне IV в. до н. э. — IX в. н. э. Данная хронология условна и базируется прежде всего на персидских данных, в то время как такой «среднеиранский» язык как хорезмийский существовал до XIV в., но не оставил новоиранского потомка, дожившего до наших дней.
Средняя эпоха развития иранских языков характеризуется разрушением древнеиранской флективности и усилением аналитизма. Наиболее быстро и полно флективная система разрушалась в западноиранских языках (хотя глагольное спряжение сохранилось), восточные языки долго сохраняли и часто сохраняют по сию пору значительные остатки флективной системы.
В эту эпоху иранские языки продолжили дивергировать, и при сохранении относительной близости свободное взаимопонимание между ними по сути утратилось. Ареал иранских языков уже более чётко стал делиться на западную и восточную зоны (по линии, разделяющей Парфию и Бактрию), можно также уже проследить дифференциацию каждой зоны на «юг» и «север». Сохранились памятники 6 среднеиранских языков. Имеются также глоссы, скудные записи или ономастические данные по другим среднеиранским диалектам.
Юго-западные
- среднеперсидский язык (неточное позднее название «пехлеви») — язык Сасанидского Ирана (III—VII вв.), обладающий богатой литературой, прежде всего зороастрийской; первые надписи на монетах царей Фарса II в. до н. э., последние оригинальные произведения IX—X в. н. э.

Северо-западные
- парфянский язык — язык Парфии, совр. Хорасан, представляет в отличие от мидийского восток северо-западной зоны; язык государства Аршакидов; сохранились надписи начиная с I в. до н. э.; вытеснен среднеперсидским приблизительно к V в.
- старокурдский язык — среднеиранский период развития курдского языка, развившийся в первые века н.э. из мидийских диалектов древнеиранского языка. Был распространён на западе Государства Сасанидов и на востоке Византийской империи.

Юго-восточные
- бактрийский язык — язык государств Кушанов и эфталитов, надписи преимущественно греческим письмом с I в. н. э.; вытеснен формирующимся новоперсидским в IX—X вв.
- сакские языки — языки Таримского бассейна, прежде всего хотаносакский язык, со значительным числом памятников буддистской литературы I тыс. н. э., имеются памятники на близкородственном тумшукосакском языке и данные по кашгарскому языку; вытеснены тюркским уйгурским языком.

Северо-восточные
- согдийский язык — язык Согда и согдийских колонистов в Центральной Азии с богатой сохранившейся литературой, существовал до XI в.; вытеснен новоперсидским и тюркскими; сохранившийся локальный потомок — ягнобский язык
- хорезмийский язык — язык Хорезма, вытеснен тюркскими в XIII—XIV вв.
- сарматский язык — совокупность диалектов многочисленных сарматских племен, вытеснивших скифов из Северного Причерноморья; известен по ономастике и глоссам; дольше всех в степях сохранялся язык наиболее восточных сарматских племён, позже всех мигрировавших в западном направлении — аланов (см. аланский язык) — до XIII в.

Данных для классификации диалектов юэчжи, ираноязычность которых реконструируется на основании глосс в китайских хрониках, недостаточно.

### Новоиранские языки
Условно новоиранский период датируется временем после арабского завоевания Ирана и по сию пору. В исследовательском плане этот период отличается тем, что благодаря прежде всего активным исследованиям европейских учёных были буквально открыты и исследованы многочисленные бесписьменные новоиранские языки и диалекты, либо вообще неизвестные истории, либо слабо освещённые какими-либо внешними источниками. Обстоятельства сложения и развития множества новоиранских языков зачастую остаются невыясненными со всей определённостью, а иногда попросту неизвестны. Многие языковые общности, лишённые собственной литературной или наддиалектной формы, представляют собой языковой континуум языков/диалектов с неопределённым статусом.
В новоиранскую эпоху на первый план выходит новоперсидский язык, распространившийся на огромные территории (от Хузестана до Ферганской долины), вытеснявший и продолжающий вытеснять как крупные иранские языки, так и локальные диалекты и оказывающий значительное адстратное влияние на сохраняющиеся иранские и неиранские языки региона (от Османской империи до Бенгалии). При этом колоссальное, прежде всего лексическое влияние на все новоиранские (кроме осетинского) оказал арабский язык (в большинстве языков опять же через посредство новоперсидского) — язык ислама.
Не-персидские иранские языки/диалекты сохранились преимущественно в периферийных районах Большого Ирана, прежде всего это горы (Памир, Гиндукуш, Загрос, Сулеймановы горы), или отделённые горами территории (Прикаспийский регион, Азербайджан), или же пустынные и примыкающие к пустыням местности. Некоторые из этих языковых общностей в новоиранское время также пережили экспансию (курдский язык, пашто, белуджский язык), хотя и подвергались влиянию новоперсидского.
Вместе с тем наблюдалось и наблюдается также вытеснение иранских языков, в том числе и новоперсидского, прежде всего со стороны тюркских языков. Особенно резкие перемены происходили в степной части иранского мира, где последний его остаток, аланы окончательно оказались дезинтегрированы в нач. II тыс. н. э. Потомок аланского языка — осетинский язык — сохранился в горах Кавказа. Значительно потеснёнными (из ряда районов — полностью) иранские языки оказались в Средней Азии и Азербайджане.

#### Классификация новоиранских языков
Юго-западные
- новоперсидский язык (фарси, дари), классический период X—XVI/XVII вв., известен также в архаичной зороастрийской разновидности, называемой пазендом. В настоящее время объединяет континуум значительно дифференцированных персо-таджикских диалектов и три дочерних литературных нормы:
  - фарси или персидский язык (в Иране)
  - дари (в Афганистане и Пакистане)
  - таджикский язык (в Таджикистане и других странах СНГ)

К этому же континууму относятся диалекты сильно отличающихся от оседлых персо-таджиков хазарейцев и чар-аймаков.
- татский язык
- луро-бахтиярские языки
  - лурский язык
  - бахтиярский язык
- диалекты Фарса
- диалекты Лара
- курдшули
- башкарди
- кумзари
- джалганский язык[10]

Северо-западные
- Курдский язык:
  - Курманджи
  - Сорани
  - Пехлевани
  - Лаки
  - Заза-горани:
    - Зазаки
    - Горани
- дейлемитский язык †
- каспийские языки
  - гилянский язык
  - мазендеранский язык
  - велатру
  - шамерзади
- азери † — язык Азербайджана (Атропатены), вытесненный тюркским языком, его локальные потомки:
  - талышский язык
  - тати
  - килитский язык †
- семнанские языки — довольно разнородные локальные диалекты:
  - семнанский язык
  - сангесарский язык
  - диалекты полосы Семнана
- центральноиранская подгруппа
  - центральноиранские диалекты
  - сивенди
  - таджриши †
- «восточная» зона
  - белуджский язык
  - ормури
  - парачи

Юго-восточные
афганские
- пушту (пашто) (афганский)
- ванеци

памирские языки — негенетическое объединение с ареальными связями
- ваханский язык
- мунджанский язык (и йидга) — наиболее близок к бактрийскому
  - саргулямский язык † — вымерший язык, близкий к мунджанскому
- южнопамирская подгруппа
  - ишкашимский язык
  - сангличский язык
  - зебакский язык †
- северопамирская подгруппа
  - язгулямский язык
  - ванджский язык †
  - шугнано-рушанские
    - шугнанский язык
    - рушанский язык
    - бартангский язык
    - хуфский язык
    - рошорвский язык
    - сарыкольский язык

Северо-восточные
- ягнобский язык (потомок одного из согдийских диалектов)
- аланский язык † (потомок одного из сарматских диалектов) и его потомки
  - осетинский язык
  - ясский язык †

## Ареальные связи
Иранские языки на юго-западе граничат с арабским языком, влияние которого в виде языка мусульманской культуры оказалось особенно велико.
На северо-западе, севере и северо-востоке к иранским языкам плотно примыкают тюркские языки (огузской и карлукской подгрупп). Во многих районах ираноязычные ареалы представляют собой вкрапления в тюркоязычных массивах, также наблюдаются вкрапления тюркских языков в преимущественно ираноязычных районах. Персидский язык оказал огромное влияние на тюркские языки региона (лексическое и иногда фонетическое), в иранских языках также наблюдается множество тюркизмов.
С востока иранские языки граничат с нуристанскими, дардскими, индоарийскими языками, а также с изолированным языком бурушаски. В гиндукушско-индском регионе перечисленные языки вместе с присутствующими здесь иранскими (пашто, памирские, парачи, ормури, в некоторой степени восточные говоры белуджского) образуют центральноазиатский языковой союз, возникший на основе местного неиндоевропейского субстрата. Характерными чертами этого языкового союза являются возникновение ретрофлексных согласных, двадцатеричный счёт и некоторые другие.
В ареальном плане от остальных иранских языков резко отличается осетинский язык, подвергшийся значительному субстратному и адстратному влиянию со стороны языков Кавказа, проявляющемуся в фонетике, морфологии и лексике.

## Фонология

### Вокализм
Для языков среднего периода характерна система вокализма с противопоставлением по краткости/долготе: a — ā, i — ī, u — ū, (e -) ē, (o -) ō. Противопоставление по краткости/долготе сохранилось в белуджском, большинстве шугнано-рушанских, мунджанском, ягнобском и дигорском, остаточно в пашто и язгулямском. Уже в этих языках дополнительно развилось качественное противопоставление кратких и долгих гласных. В большинстве новоиранских языков количественная корреляция по краткости/долготе сменилась корреляцией по силе/слабости, неустойчивости/устойчивости, редуцируемости/нередуцируемости. Полностью утрачено количественное противопоставление в мазендеранском языке.
Качественное развитие гласных по сравнению с праиранским состоянием характеризуется развитием гласных среднего подъёма, включая во многих языках гласного среднего ряда (e — ə — о или e — ů — о). В нижнем подъёме во многих языках развилось противопоставление по переднему и заднему ряду (æ — å)

### Консонатизм
Для западноиранских языков характерна следующая система согласных:
- смычные: p — b, t — d, k — g
- аффрикаты: č — ǰ
- щелевые: f — v (или w), s — z, š — ž, y, x — γ, h
- носовые: m, n
- плавные: l, r

В некоторых западноиранских языках имеются позиционные аллофоны β и δ. Курдский язык отличается развитием придыхательных глухих смычных и противопоставлением r и раскатистого ř. Во многих диалектах неустойчивость и выпадение обнаруживает h.
Восточноиранские языки отличаются прежде всего следующими чертами:
- наличием однофокусных аффрикат c — ʒ (кроме согдийского и ягнобского; из западных под ареальным воздействием развились также в ормури)
- сохранением w, иногда исчезновением f (пашто)
- развитием плоскощелевых фонем β (v), δ; сохранением ϑ; две последние во многих языках либо теряют фрикативность (t — d), либо переходят в другие щелевые (s, l)
- развитием в некоторых языках заднеязычных xˇ — γˇ, противопоставленных увулярным x — γ
- исчезновением h

Для языков центральноазиатского союза характерно:
- развитие придыхательных смычных, аффрикат, а также носовых и плавных: восточные говоры белуджского, ормури, парачи)
- развитие ретрофлексных (ṭ, ḍ, ṣ̌, ẓ̌, č̣, ṇ, ṛ и др.): белуджский, ормури, парачи, пашто, ваханский, южнопамирские, мунджанский.

В осетинском языке под влиянием кавказских языков развилось противопоставление трёх рядов смычных (глухие придыхательные — звонкие — абруптивные глухие)
Под влиянием арабского и тюркского в фонетическую систему большинства иранских языков вошёл увулярный смычный q.

## Морфология
Для всех иранских языков недревнего периода характерен распад флективно-синтетической системы, усиление аналитизма и развитие агглютинации. Тем не менее в разных языках эта тенденция проявилась в разной степени.

### Имя
В языках среднего и нового периода присутствует противопоставление по двум числам, при этом в большинстве языков показатель множественного числа носит агглютинативный характер, восходя к бывшему генитиву мн.ч. (*-ānām > *-ān(a)) или к абстрактному суффиксу *-tāt > *-tā / *-t.
Система падежного склонения лучше всего сохранялась в согдийском и хотаносакском (6 падежей), но и здесь в памятниках позднего периода она сильно упрощается. В хорезмийском можно выделить 3 падежа, в бактрийском — 2. Из новых восточноиранских двухпадежную (плюс звательная форма) флективную систему сохранили пашто и мунджанский. Из западных — курдский, семнанский, талышский, диалекты тати. Сильно редуцирована двухпадежная система в шугнано-рушанских (в основном в местоимениях). Такие языки как персидский, луро-бахтиярский, диалекты Фарса, Лара, полосы Семнана, центральноиранские, ормури и парачи вслед за среднеперсидским и парфянским утратили склонение и выражают падежные отношения исключительно с помощью предлогов, послелогов и изафета. В некоторых языках на базе остатков флексии и послелогов возникла вторичная агглютинативная система склонения: белуджский — 4 падежа; гилянский и мазендеранский — 3 падежа, сангесари, ягнобский, южнопамирские, ваханский, язгулямский — 2 падежа. В осетинском под кавказским влиянием развилась богатая агглютинативная падежная система с 9 падежами.
Ряд иранских языков полностью утратил категорию рода: среднеперсидский, парфянский, все новые юго-западные, талышский, белуджский, гилянский, мазендеранский, парачи, диалекты полосы Семнана, (почти все) диалекты Центрального Ирана, сивенди, осетинский, ягнобский, ваханский, южнопамирские, сарыкольский. Дихотомия двух родов (мужского и женского) сохранялась в хотаносакском, согдийском, хорезмийском; из современных — пашто, мунджанский, диалекты южного тати, где она выражена в падежных окончаниях существительных, прилагательных, местоимений, иногда — в именных глагольных формах, артикле. В ряде языков она проявляется только в склонениях существительных и изафетных показателях (курдский, сангесарский, семнанский). В других — формой имён, согласованием с именной глагольной формой и др. (шугнано-рушанские, язгулямский, ормури).

### Глагол
Для всех иранских языков характерно сохранение презенса с флективным спряжением по трём лицам и двум числам. От основы презенса также в большинстве языков образуются формы сослагательного наклонения и императива. Прошедшее время, образуемое от этой же основы и противопоставленное настоящему времени с помощью личных окончаний (и аугмента), сохранились только в согдийском и хорезмийском, из новых — в ягнобском. Для остальных иранских языков характерна инновационная форма прошедшего времени (претерита), образованная аналитически из перфектного причастия на *-ta и связки в виде спрягаемой формы *asti «есть». На базе этой претериальной основы также образуются особенно многочисленные во многих языках аналитические формы перфекта, плюсквамперфекта, настоящего-определённого, пассива и др.
Вследствие «пассивного» значения бывших перфектных причастий на *-ta от переходных глаголов в иранских языках развивается эргативное построение фразы в прошедшем времени при сохранении номинативного — в презенсе: среднеперсидский, парфянский, курдский (в т.ч. зазаки), белуджский, талышский, семнанский, сангесари, пашто, ормури, парачи. При таком типе глагол согласуется в лице, числе (и роде) с логическим объектом действия, а субъект, если имеется склонение, получает оформление в косвенном падеже.
Такие языки как персидский, татский, гилянский, мазендеранский, осетинский, диалекты полосы Семнана, луро-бахтиярский, памирские под влиянием номинативного строя фразы в презенсе утратили эргативность в прошедшем времени и перестроились на полностью номинативный тип. Остаточные явления эргативности наблюдаются в диалектах Центрального Ирана.

## Синтаксис
С точки зрения контенсивной типологии современные иранские языки делятся на номинативные и смешанные номинативно-эргативные (см. выше).
В древнеиранских языках был в значительной степени свободный порядок слов с общей тенденции к постановке сказуемого в конце фразы, а определения — перед определяемым. В большинстве современных иранских языков закрепился порядок слов SOV (субъект — объект — сказуемое). исключение составляет мунджанский с характерным для гиндукушско-гималайского ареала порядком SVO.
Постановка определения, даже выраженного существительным в форме косвенного падежа (в функции генетива), перед определяемым сохранилась, в частности, в пашто и осетинском. Во многих западноиранских языках (в частности в персидском, курдском и др.) из определительных конструкций с относительным местоимением (*ya-) развился «иранский» изафет, в котором определение следует за определяемым, оформляемым соединительным гласным: pesar-e šāh «сын царя» < *puϑrah yah xšāyaϑyahyā «сын, который царя»; kuh-e boland «высокая гора» < *kaufah yah br̥źa(nt) «гора, которая высокая».

## Лексика
В основе лексики современных иранских языков лежат исконные слова, среди которых можно выделить общеиндоевропейские, общеарийские (в том числе слова индоиранского субстрата), общеиранские, а также выработанные на местной почве лексемы. С началом активных контактов носителей иранских языков с окружающими народами в их языки попадали заимствования, прежде всего из семитских и греческого языков, а также из санскрита и пракритов.
Новоиранская эпоха характеризуется включением всех иранских языков (кроме осетинского) в общий ареал мусульманской культуры. В этот период в иранские языки массово проникают арабские заимствования, успешно охватившие в той или иной степени все лексические пласты, особенно культурную лексику. При этом происходит наметившееся уже в Сасанидскую эпоху резкое распространение и возвышение персидского языка, ставшего языком культуры, города и канцелярии и дворов правителей. Значительному лексическому влиянию близко или отдалённо родственного персидского, а также усвоенного им арабского лексикона подверглись все иранские языки региона. Большинство носителей малых иранских языков и сегодня остаются двуязычными, поэтому количество персизмов в таких языках практически не ограниченно.
В последнее тысячелетие также наблюдается тесное лексическое взаимодействие иранских языков с тюркскими. В самом персидском количество тюркизмов довольно значительно. Они охватывают прежде всего армейскую и бытовую лексику. Особенно много тюркизмов проникает в речь ираноязычных жителей тюркских государств (в курдский, талышский, татский, северные говоры таджикского).
С точки зрения преимущественных путей заимствования современной международной лексики иранские языки можно разделить на три зоны:
- французскую (Иран, Турция, Сирия)
- английскую (Афганистан, Пакистан, Ирак, страны Персидского залива)
- русскую (бывший СССР)

## Письменность
На протяжении истории ираноязычные народы приспосабливали для записи своего языка самые разные виды письменностей окружающих народов.
Клинопись
Впервые систематическую письменность получил древнеперсидский язык (VI, возм. VII в. до н. э.), для которого на базе аккадской клинописи было разработано слоговое письмо, принцип которого несколько напоминает устройство индийского слогового письма брахми.
Арамейское письмо
Значительно большее распространение получила арамейская письменность, приспосабливавшаяся для записей иранских языков в средний период не целенаправленно, а спонтанно, путём насыщения арамейских текстов иранскими словами и последующего чтения арамейских слов в виде гетерограмм, то есть по-ирански.
Письменности, восходящие к арамейскому письму, систематически применялись для записи:
- среднеперсидского
- парфянского
- согдийского
- хорезмийского

Также известны записи арамейским письмом бактрийского языка.
На основе среднеперсидского письма в IV в. был разработан специальный расширенный авестийский алфавит для записи священных текстов Авесты, впервые получивших письменную форму. В общинах зороастрийцев авестийским алфавитом помимо этого транслитерировали среднеперсидские тексты, а также записывали оригинальные молитвы (см. пазенд)
Греческое письмо
Длительное господство греков после завоеваний Александра Македонского на территории Бактрии греко-бактрийских царств оставило наследство в виде приспособления для записи бактрийского языка средствами греческого алфавита. Также известны бактрийские надписи греческим письмом, отражающие скорее среднеперсидский язык..
В Северном Причерноморье греческое письмо активно использовалось для надгробных надписей лиц сарматского (и позднее аланского) происхождения. Известны аланские маргиналии греческими буквами в византийской книге.
Брахми
Индийское письмо брахми применялось для записи буддистских текстов на сакских языках.
Арабское письмо
С завоеванием Ирана арабами начались опыты по приспособлению к записи арабским письмом иранских языков. Помимо развившейся в X в. богатейшей новоперсидской литературы известны также записи арабским письмом на мазендеранском, азери, хорезмийском. В дальнейшем появились первые литературные памятники на курдском и пашто. В настоящее время арабское письмо применяется в следующих языках:
- персидский
- дари
- пашто
- курдский (в Иране и Ираке)
  - сорани
  - пехлевани
  - курманджи
  - лаки
  - горани
- белуджский
- гилянский
- мазендеранский
- талышский

Латиница
Латиница в специфической форме применяется для записи языков, находящихся под турецко-азербайджанским влиянием
- курдский (в Турции и Сирии)
  - курманджи
  - зазаки
- талышский

Для татского спорадически применяется новый азербайджанский алфавит.
Кириллица
Распространение кириллицы связано с усилиями миссионеров в Российской империи и, позже, с советским национальным строительством, при этом все языки, использующие кириллицу, пережили в 1930-40-х годах «латинский» этап:
- таджикский
- осетинский
- талышский

Известны непродолжительные или совсем спорадические опыты издания кириллицей книг на ягнобском, шугнанском, курдском, татском. Для татского в рамках общины горских евреев так же применялся еврейский квадратный шрифт. Все остальные иранские языки бесписьменны.

## Социолингвистическая ситуация
Разные иранские языки не равноценны по количеству носителей, развитости литературы, официальному статусу и степени престижности. Если на одном полюсе будет персидский, абсолютный гегемон на ираноязычном пространстве на протяжении последнего тысячелетия, государственный язык региональной державы с богатейшей литературой, то на другом — мунджанский, бесписьменный бытовой язык нескольких тысяч гиндукушских горцев, утративших даже фольклор на родном языке.
Наибольшим числом носителей обладают:
| Язык                                      | Число носителей | Официальный статус | Сфера использования | Письменность                                     |
| ----------------------------------------- | --------------- | --- | --- | ------------------------------------------------ |
| Персидский (включая дари и таджикский)    | 70 млн          | государственный в Иране, Афганистане, Таджикистане                                                                         | национальный язык, доминирует во всех сферах, развитая литература с X в., СМИ, наука, межнациональное общение (второй язык для ок. 90 млн чел.)                          | арабо-персидский алфавит, кириллица (таджикский) |
| Пушту                                     | 60 млн          | государственный в Афганистане, язык пакистанской провинции Хайбер-Пахтунхва и Зоны племён (статус официально не закреплён) | национальный язык, литература с XVII в., СМИ, в меньшей степени межнациональное общение                                                                                  | арабо-персидский алфавит                         |
| Курдский                                  | 40,1 млн        | государственный язык в Ираке, в Южном Курдистан и в Рожаве                                                                 | национальный язык, развитая литература с XI в., СМИ, бытовое общение, религиозная литература езидов с XII в., газеты, радио, религиозная литература шиитской секты Ярсан | хаварский алфавит, соранский алфавит             |
| Белуджский                                | 10 млн          | язык пакистанской провинции Белуджистан (статус официально не закреплён) и иранского остана Систан и Белуджистан           | ограниченная литература, радио, газеты | арабо-персидский алфавит                         |
| Лурский язык (вкл. бахтиари)              | 4,3 млн         | нет, разрозненные диалекты                                                                                                 | бытовое общение, редко на радио | редко арабо-персидский алфавит                   |
| Мазендеранский                            | 4 млн           | нет | бытовое общение, базар, работа | редко арабо-персидский алфавит                   |
| Гилянский                                 | 3,5 млн         | нет | бытовое общение, базар, работа, редко на радио | редко арабо-персидский алфавит                   |
| Талышский                                 | 1 млн           | нет | бытовое общение, газеты, литература | кириллица, латиница, арабо-персидский алфавит    |
| Осетинский                                | 500 тыс.        | государственный в частично признанном государстве Южная Осетия и в республике Северная Осетия-Алания.                      | литература с кон. XVIII в., СМИ | кириллица                                        |
| Диалекты тати                             | 250 тыс.        | нет, разрозненные диалекты                                                                                                 | бытовое общение | нет                                              |
| Татский (с горско-еврейским)              | 125 тыс.        | один из государственных в Дагестане                                                                                        | бытовое общение, редкие СМИ | редко кириллица, латиница или еврейский алфавит  |
| Шугнанский (с другими шугнано-рушанскими) | 90 тыс.         | нет | бытовое общение, спорадические издания, межнациональное общение у памирских народов                                                                                      | редко кириллица                                  |

### Конфессиональные языки
Ряд иранских языков имеет конфессиональное значение. Прежде всего это культовые языки или языки религиозной литературы, не употребляемые в быту и светской литературе.
- Авестийский язык, древнейший из зафиксированных иранских, до сих пор сохраняет значение языка священных текстов и молитв для зороастрийцев и в этом подобен санскриту, латыни и церковнославянскому.
- Среднеперсидский язык долго оставался языком религиозной литературы у зороастрийцев и в новоперсидскую эпоху; в настоящее время его использование прекратилось.
- Парфянский язык до XIII в. использовался в качестве религиозного языка манихейских общин в Турфане.
- Горани (диалект курдского языка) является языком религиозной литературы шиитской секты Ахль-уль-Хакк, основанной в XV в., при этом родными языками многих членов этой общины являются курдский или туркменский.

Некоторые языки являются внутриконфессиональными разговорными наречиями:
- дари (центральноиранский диалект) (не путать с афганским дари) — разговорный язык зороастрийцев Йезда и Кермана.
- еврейско-иранские языки — особые разговорные диалекты еврейских общин.

## Иранские Википедии
- Персидская Википедия (fa:) — более 985 тыс. статей
- Курдская Википедия — более 170 тыс. статей:
  - Википедия на курманджи (ku:)
  - Википедия на сорани (ckb:)
  - Википедия на зазаки (diq:)
- Таджикская Википедия (tg:) — более 111 тыс. статей
- Мазендеранская Википедия (mzn:) — более 18 тыс. статей
- Пуштунская Википедия (ps:) — 18 тыс. статей
- Осетинская Википедия (os:) — более 17 тыс. статей
- Талышская Википедия (tly:) — более 7 тыс. статей
- Гилянская Википедия (glk:) — более 6 тыс. статей